# Máximo Pradera
Máximo Pradera (Madrid, 21 juillet 1958) est un scénariste, journaliste, écrivain et présentateur de radio et de télévision espagnol. Il a acquis la renommée en tant que coprésentateur, avec Fernando Schwartz, du programme de la branche espagnole de Canal+, Lo + plus (1995–2005).

## Biographie
Máximo Pradera est le fils de Gabriela Sánchez Ferlosio et Javier Predera , le petit-fils du romancier et membre fondateur de la Falange espagnole, Rafael Sánchez Mazas, neveu de l'écrivain Rafael Sánchez Ferlosio et de l'auteur-compositeur-interprète Chicho Sánchez Ferlosio. Par son père, il est arrière-petit-fils du politicien carliste navarrais Víctor Pradera.
En 1980, il a fait partie de l'ensemble de musique ancienne Atrium Musicae de Madrid dans l'enregistrement du disque Villancicos (publié chez Harmonia Mundi). Il suit ensuite des études de philologie et de journalisme à l'Université complutense de Madrid et fonde l'équipe radiophonique LoQueYoTeDiga, avec laquelle il obtient le Prix Ondas international de radio en 1990.
Plus tard, il travaille comme scénariste pour des programmes de télévision de TVE, puis Telemadrid avec El Gran Wyoming.
En 1995, il commence à présenter, avec Fernando Schwartz, le magazine quotidien Lo + plus, où il demeure pendant six ans. Sur le plateau ont défilé certaines des plus importantes personnalités de la culture occidentale contemporaine : du prix Nobel de littérature José Saramago au pianiste et chef d'orchestre Daniel Barenboim, en passant par l'acteur Anthony Hopkins, la chanteuse Teresa Berganza ou le romancier Salman Rushdie. Il gagne le Prix Ondas pour le programme télévisé le plus novateur.
Il a ensuite abandonné la tribune pour conduire le late night Maldita la hora (L'Heure maudite, 2001), sur Antena 3, avec lequel la chaîne prétendait atteindre l'audience d'un autre show, Chroniques martiennes de Telecinco. Cependant le programme a été supprimé peu de semaines après le début en raison du faible taux d'audience.
Son dernier travail à la télévision est le concours-réalité, Le Premier de la classe sur TVE.
En tant qu'acteur de théâtre, il est intervenu dans les spectacles Volvemos después de la publicidad (Nous reviendrons après la publicité) et Cómicos.
Il est pendant huit ans à la tête du programme des Cycles, sur Sinfo Radio (1994–2002).
Il publie quatre livres : Este burdel no es una ópera (Ce bordel n'est pas un opéra) avec Jesús Trujillo) dont l'un est une histoire informelle de la musique intitulée ¿De qué me suena eso? : paseo informal por la música clásica (À quoi bon ce son ? : simple balade pour la musique classique).
En 2007, il combine son travail entre ses collaborations hebdomadaires dans le programme La ventana (La Fenêtre), présenté par Gemma Nierga, avec des articles humoristiques dans le magazine hebdomadaire Yo Dona.
Sous le pseudonyme de Joseph Gelinek, il est l'auteur de divers romans (thriller) : El violín del diablo (Le Violon du diable), La décima sinfonía (La Dixième Symphonie) et Morir a los 27 (Mourir à 27 ans).
Depuis 2011, il participe au programme de radio d'Onda Cero, Julia dans l'onde, d'abord dans la section Tea Party.
Depuis septembre 2014, il participe à nouveau au programme Julia dans l'onde avec une participation hebdomadaire dans la section Territoire comanche. Il est aussi responsable des promosketches de A vivir que son dos días, le deuxième programme le plus écouté de la radio espagnole, sur la Cadena SER.
Il publie Madrid Confidencial en juin 2014. En décembre de 2014, il écrit Conversation avec Irene Lozano, édité chez Turpial.
En septembre de 2015, il publie Cómo ligar con música clásica: el manual de postureo cultural que llevabas toda tu vida esperando (à peu près Comment flirter avec la musique classique : le manuel culturel que vous attendiez depuis toujours), chez Editorial Malpaso.